# 麻里奈
麻里奈（まりな、1987年4月2日 - ）は、タレントエージェンシーブレスユー所属のタレント、リポーター、女優であった。
身長は161cm、血液型はB型。愛称はテキサス。1歳からアメリカテキサス州で育ったバイリンガル。

## 現在
2009年7月から2013年12月にかけて出演していた『王様のブランチ』のメンバーとは現在でも交流があり、鈴木あきえのブログの2016年2月18日の記事、はしのえみのブログの2016年2月19日の記事に写真つきで登場している。また、鈴木あきえのブログからは、現在は結婚していることが推測される。

## 主な出演番組

### テレビ
- ちきゅう遊び（2008年5月 - 10月、BS11）
- 全力坂（2008年5月19日・27日、テレビ朝日）
- 王様のブランチ（2009年7月 - 2013年12月、TBS）
- NHK高校講座理科総合A（2010年4月 - 2013年2月、NHK Eテレ）
- ワンセグランチボックス（NHKワンセグ2）
- 情報ナビ PICKUP FJ（フジテレビ）
- FJキャンパス（フジテレビ）
- ウィークリー千葉県（チバテレ）
- ドライブ A GO!GO!（2011年12月4日、2012年5月13日・11月11日、テレビ東京）
- みんなで手作りクリスマス〜出来るまでがお楽しみ〜（2012年11月28日 - 12月19日、TBS）
- ハピはぴ・モーニング〜ハピモ〜（2013年4月1日 - 2014年3月28日、チバテレ）
- もっと温泉に行こう! 田沢湖・水沢編（フジテレビONE、フジテレビNEXT）
- しごとの基礎英語（2013年9月30日 - 2014年9月23日、NHK Eテレ）
- ハマナビ（2014年4月5日 - 、tvk）
- 青山ワンセグ開発 (2014年5月9日、NHK Eテレ)
- 認知行動療法('14)(2014年8月 - 2015年1月、放送大学)

#### テレビドラマ
- ボーイズ・オン・ザ・ラン 第2話 - 吉久律子 役（2012年7月13日、テレビ朝日）

### ラジオ
- Y150インフォメーション（FMヨコハマ）